# Aleksejs Loskutovs
Aleksejs Loskutovs, né le 22 août 1962 à Riga, est un homme politique letton. Membre du parti Unité, il est député européen du 24 janvier 2019 au 1er juillet 2019.

## Biographie
Aleksejs Loskutovs fait ses études secondaires à Riga. En 1984, il est diplômé en droit de l’université de Lettonie avant d'obtenir un doctorat en 1993. Il étudie également à l'université d'Helsinki.
En 1984, il rejoint le bureau du procureur de Riga et travaille également au ministère de l'Intérieur de la RSS de Lettonie. Dans les années 1993 à 1997, il travaille en tant que criminologue en chef au centre de recherches criminologiques de Lettonie et, de 1991 à 2003, en tant qu’assistant et professeur à l’Académie de police de Lettonie. En 2003, il devient professeur à l'université de Daugavpils.
En 2008, dans le cadre de la protestation contre un licenciement dont il fait l'objet, il s'implique politiquement au sein de la Société pour une autre politique, qui, deux ans plus tard, se retrouve au sein d'une coalition de droite,. Aleksejs Loskutovs est élu député de la Saeima pour les Xe, XIe et XIIe législatures,,. Aux élections européennes de 2014, il se présente sans toutefois parvenir à se faire élire. En 2017, il rejoint le Mouvement Pour ! avant de s'en éloigner l'année suivante,. 
Lors des élections législatives de 2018, il se porte candidat sur la liste Unité mais ne parvient pas être élu. Il intègre le Parlement européen en janvier 2019 à la suite de la démission d'Arturs Krišjānis Kariņš.